# Impatiens weihsiensis
Impatiens weihsiensis är en balsaminväxtart som beskrevs av Yi Ling Chen. Impatiens weihsiensis ingår i släktet balsaminer, och familjen balsaminväxter. Inga underarter finns listade i Catalogue of Life.